# Matildedalinsalmi
Matildedalinsalmi är ett sund i Finland. Det ligger i landskapet Egentliga Finland, i den sydvästra delen av landet, 110 km väster om huvudstaden Helsingfors.
Matildedalinsalmi ligger mellan Berga på Kimitoön i nordväst och Mathildedal på fastlandet i sydöst. Det binder samman Hummelfjärden i sydväst med Tykövik i nordöst.